# São Sebastião da Grama
São Sebastião da Grama é um município brasileiro do estado de São Paulo. Sua população estimada em 2024 era de 10.484 habitantes.

## História
Os primeiros povoadores das terras foram que chegaram à região em 1871, com a industrialização de São  Paulo. Devido às vastas pastagens dominadas por gramíneas, a área foi denominada "Pouso da Grama". Em 1877 foi erigida uma capela no local sob o orago de São Sebastião.
Pela Lei Estadual nº. 452 de 12 de novembro de 1896, o povoado foi elevado à categoria de distrito com o nome de "Grama" e subordinado ao município de Caconde. Dois anos depois, o distrito de Grama foi transferido para a jurisdição do município de São José do Rio Pardo pela Lei Estadual nº. 558 de 20 de agosto de 1898.
Grama recebeu finalmente o status de município com a Lei Estadual nº. 2072 de 4 de novembro de 1925, sendo desmembrado de São José do Rio Pardo e constituído apenas pelo distrito-sede. Sua instalação oficial deu-se em 20 de janeiro de 1926.

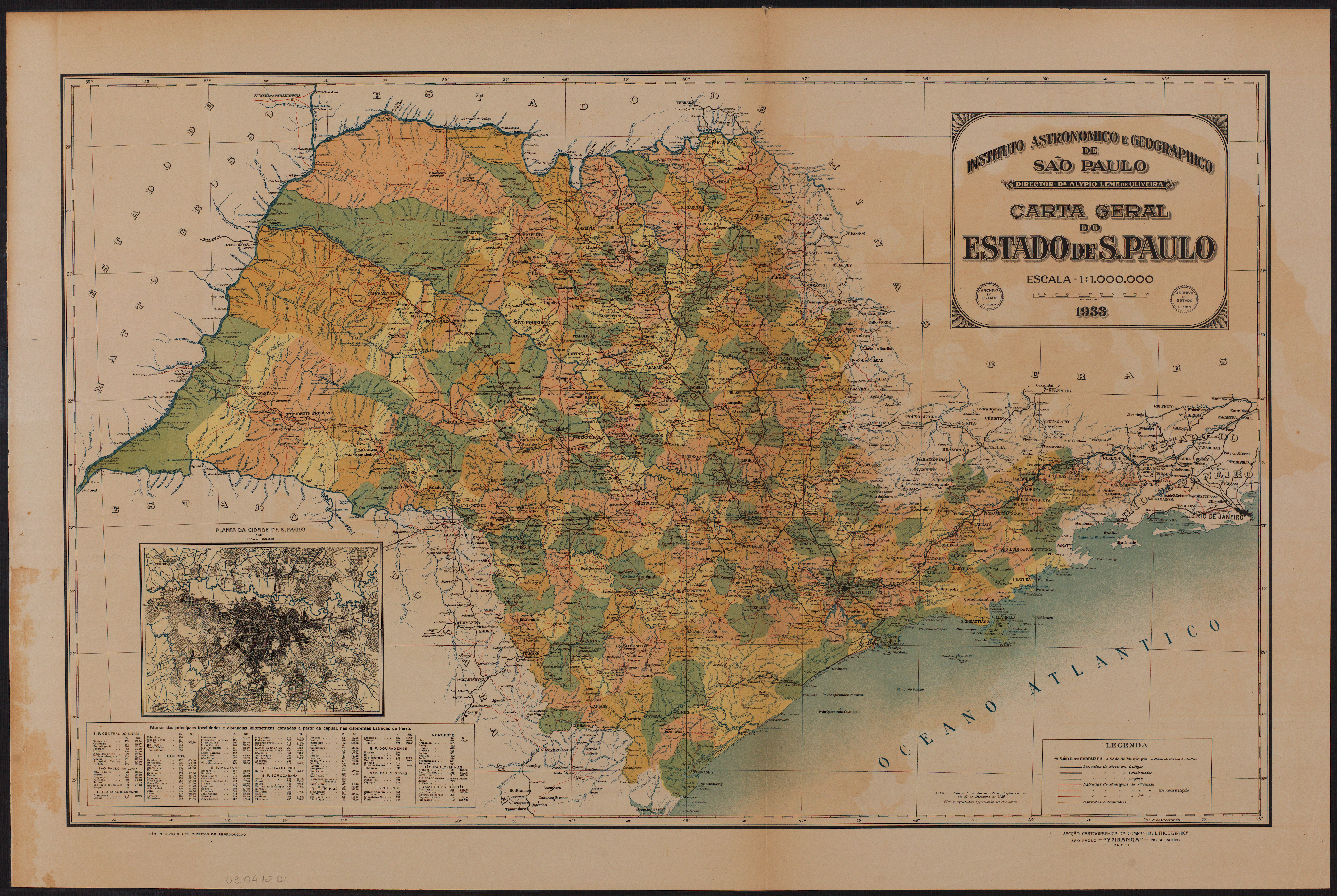
Estado de São Paulo (1933).

Pela Lei Estadual nº. 233 de 24 de dezembro de 1948 o nome do município foi modificado de "Grama" para "São Sebastião da Grama".

## Geografia
Possui uma área de 252,95 km², estando a uma altitude de 945 metros.

### Hidrografia
Pertence à bacia do Rio Pardo.
- Rio Fartura
- Rio São Domingos
- Rio Anhumas

### Rodovias
- SP-207
- SP-344
- SP-200

## Demografia

### População
| Crescimento populacional                             | Crescimento populacional | Crescimento populacional | Crescimento populacional |
| Ano                                                  | População Total          |                          | %±                       |
| ---------------------------------------------------- | ------------------------ | ------------------------ | ------------------------ |
| 1929                                                 | 12 464                   |                          | —                        |
| 1934                                                 | 11 293                   |                          | −9,4%                    |
| 1937                                                 | 12 073                   |                          | 6,9%                     |
| 1940                                                 | 10 766                   |                          | −10,8%                   |
| 1946                                                 | 10 222                   |                          | −5,1%                    |
| 1950                                                 | 11 393                   |                          | 11,5%                    |
| 1958                                                 | 11 836                   |                          | 3,9%                     |
| 1960                                                 | 11 402                   |                          | −3,7%                    |
| 1970                                                 | 11 772                   |                          | 3,2%                     |
| 1980                                                 | 11 323                   |                          | −3,8%                    |
| 1991                                                 | 11 810                   |                          | 4,3%                     |
| 2000                                                 | 12 454                   |                          | 5,5%                     |
| 2010                                                 | 12 099                   |                          | −2,9%                    |
| 2022                                                 | 10 441                   |                          | −13,7%                   |
| Est. 2024                                            | 10 484                   | [ 7 ]                    | 0,4%                     |
| Fontes: Censos Demográficos IBGE e Estimativas SEADE |                          |                          |                          |

## Economia
É baseada essencialmente na agricultura.

## Infraestrutura

### Comunicações
O sistema de telefones automáticos foi inaugurado na cidade em 1981 pela Telecomunicações de São Paulo (TELESP), que também implantou o sistema de discagem direta à distância (DDD) em 1981 com o código de área (0196).
Na década de 90 o código DDD da cidade foi alterado para (019), para padronização do sistema telefônico com a telefonia celular que estava sendo implantada em todo o estado.

### Educação
A cidade possui 9 instituições de ensino. 

## Religião
O Cristianismo se faz presente na cidade da seguinte forma:

### Igreja Católica
O município pertence à Diocese de São João da Boa Vista.

### Igrejas Evangélicas
Entre as igrejas protestantes históricas, pentecostais e neopentecostais, encontram-se na cidade:
- Assembleia de Deus Ministério do Belém.[17][18]
- Congregação Cristã no Brasil.[19]